# Wasserturm auf dem Fichtenberg
Der Wasserturm Steglitz auf dem Fichtenberg wurde von Otto Techow für die Trinkwasserversorgung der damals selbstständigen Landgemeinde Steglitz entworfen. Im Jahr 1886 erfolgte die Inbetriebnahme, gegen Ende der 1950er Jahre wurde die Wasserversorgung beendet. Der Turm ist ein gelistetes Berliner Baudenkmal und wird seit den 1980er Jahren von der Freien Universität Berlin genutzt.

## Vorgeschichte
Der Fichtenberg ist mit einer Höhe von 68 m die höchste Erhebung des Bezirks Steglitz-Zehlendorf. Auf diesem Hügel befand sich zu Beginn des 19. Jahrhunderts ein kleines Schlösschen, das Belvedere. Das gesamte Areal war zunächst Eigentum des preußischen Staatsministers Carl Friedrich von Beyme. Im Jahr 1849 überließ König Friedrich Wilhelm III. das Anwesen dem General Karl von Wrangel als Sommersitz. Nach kurzer intensiver Nutzung veräußerte Wrangel es samt Garten an die damalige Gemeinde Steglitz.
Da die Bevölkerung im Umkreis von Alt-Berlin rasch wuchs (Steglitz hatte im Jahr 1850 etwa 600 Einwohner, 1873 sind bereits 9000 angegeben), musste neben Wohnmöglichkeiten vor allem die Infrastruktur verbessert werden, auch hier im Südwesten von Berlin. Das betraf zur damaligen Zeit die Wasserver- und -entsorgung, die Einrichtung von öffentlichem Verkehr und weiteres wie die Sicherung der Lebensmittelversorgung. Die ersten Häuser hatten alle einen eigenen Tiefbrunnen, der teilweise bis auf 50 Meter Tiefe reichte.
Die Charlottenburger Wasserwerke AG erlangte im Herbst 1885 von der Gemeindeverwaltung Steglitz die Konzession für die Wasserversorgung des Ortes. Diese betraf die Verlegung eines unter den Straßen verlaufenden Wasserrohrnetzes, verbunden mit dem Bau eines gemeindenahen Wasserturms. Als Standort eines solchen Fallturms zur Trinkwasserversorgung der Steglitzer Einwohner wurde der Fichtenberg-Hügel gewählt, der sich im Eigentum der Gemeinde befand. Das aufbereitete Wasser lieferte der Beelitzhof am Wannsee.
Der am Fuße des Hügels wohnende Baumeister Otto Techow lieferte die Baupläne.

## Bau
Die Mauer-Bauarbeiten erledigte eine Berliner Baufirma (siehe Infobox), die Dachkonstruktion fertigte die Firma Belter & Schneevogl ebenfalls aus Berlin.
Die Grundmauern liegen in einer Tiefe von 2,50 m. In diesem Bereich weisen die Mauern eine Dicke von 3,80 m auf und verjüngen sich bis in Höhe des Wasserbehälters auf 1,16 m.
Als Baumaterial für den Turm kamen einfache Mauersteine zum Einsatz, die mit roten Ziegelsteinen verblendet wurden und ein Sichtmauerwerk bilden. Einzelne gemusterte Teile der Außenflächen und das Zier-Portal wurden aus hellem Rackwitzer Sandstein gefertigt.

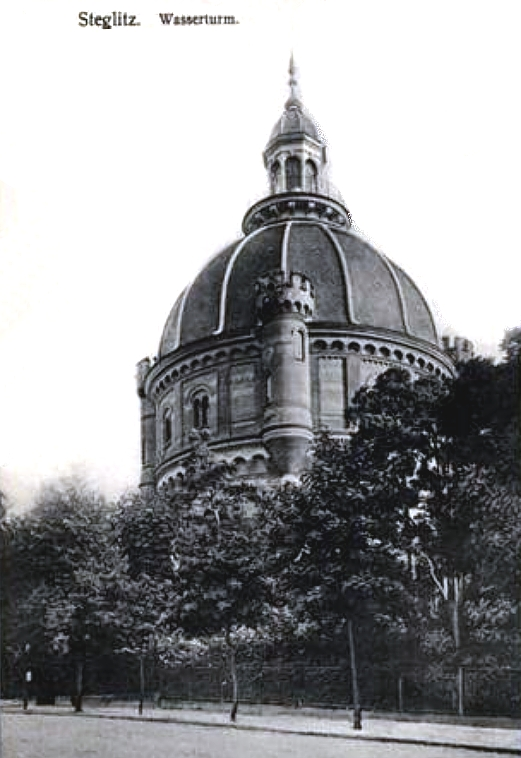
Wasserturm auf einer Ansichtskarte um 1918

Am 1. Oktober 1886 war der Turm fertig gestellt, erhielt die Adresse Kaiser-Wilhelm-Straße 13 (später in Schmidt-Ott-Straße umbenannt) und ging in Dienst.
Die Kosten für den Bau betrugen rund 150.000 RM, davon entfielen: auf Maurer- und Steinmetzarbeiten samt Lieferkosten 74.000 RM, auf das gesamte Reservoir 27.300 RM und der Rest kam durch die technischen Bauteile (Rohre, Schieber, Pumpen) sowie Schmiede-, Schlosser-, Zimmerer-, Dachdecker- und Malerarbeiten zustande.
Mit dem Zusammenschluss der umliegenden Landgemeinden und dem Berliner Stadtkern zur Stadtgemeinde Groß-Berlin im Jahr 1920 wurden auch alle Versorgungsfunktionen neu geregelt. Der Steglitzer Wasserturm verlor nun seine zentrale Versorgungsaufgabe, blieb aber für den südwestlichen Einzugsbereich weiter in Betrieb, insbesondere während des Zweiten Weltkriegs. Gegen dessen Ende erlitt der Turm einige Schäden, beispielsweise gingen Schieferplatten der Kuppel zu Bruch und wurden danach nur notdürftig ersetzt.
Erst im Jahr 2011 erhielt das Dach eine neue komplette Schiefereindeckung. Im Januar 2011 war der Wasserturm „Denkmal des Monats“.

## Beschreibung
Der Turm, ein gedrungenes rundes Bauwerk, wird zum eklektizistischen Baustil gerechnet, er zeigt aber auch Anklänge an Romanik und Renaissance.

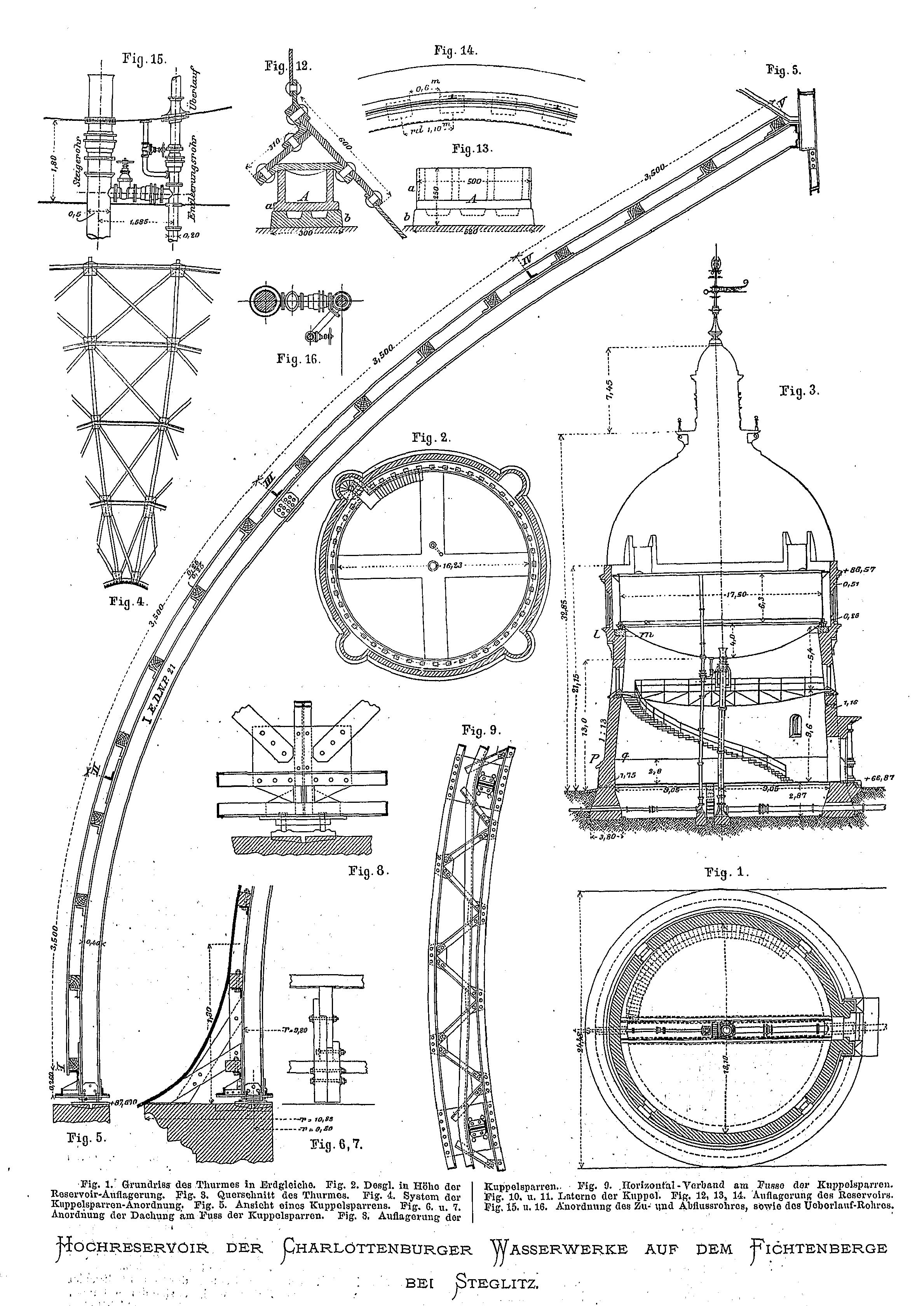
Schnittzeichnungen durch den Wasserturm, 1887.
Die „Figuren“ bedeuten: 1=Turmgrundriss auf Straßenniveau, 2=Turmgrundriss in Höhe der Reservoir-Auflagerung, 3=Turmquerschnitt, 4+5=System und Ansicht der Kuppelsparrenanordnung, 6+7=Dachdetails am Fuß der Kuppelsparren, 8=Auflagerung der Kuppelsparren, 9=Horizontal-Verbund am Fuß der Kuppelsparren, 10+11=Laterne, 12, 13, 14=Reservoir-Auflagerung, 15+16=Anordnung des Zu- und Abflussrohres sowie des Überlaufrohres.

Der Turmbau wurde reich verziert, unter anderem erhielt er oberhalb des Wasserbehälters vier symmetrisch verteilte zinnenbewehrte Ziertürmchen, die das bauliche Ende von halbrunden Treppenhaus-Erkern bilden.
Eine polygonale (16 Bahnen bzw. Sparren) hohe Kuppel mit einem Durchmesser von 19,50 m trägt obenauf eine schlanke achteckige Laterne, die 12,50 m hoch ist und aus Eisen gefertigt wurde. Sie besitzt rundum große Glasfenster, die Zwischenräume und die Balustrade der offenen Plattform sind mit Ornamenten aus getriebenem Zinkblech verziert.
Das Kuppeldach ist/war mit Schiefer „nach deutscher Deckweise“ belegt.
Eine Blitzschutzanlage schützte Kuppel und die Kesselkonstruktion.
Bis auf die Höhe von 32,85 m war der Turm öffentlich zugängig und bot hier eine umlaufende Aussichtsplattform. Die Besucher mussten vielstufige Treppen bewältigen (Granit, Eisen) und hatten dann einen weiten Blick bis nach Südende oder sogar nach Potsdam.
Der von der Maschinenfabrik Cyclop aus Schmiedeeisen gefertigte Druckwasserbehälter hatte eine Wandstärke von 7 bis 12 mm, einen Durchmesser von 21,6 m und ruhte auf 48 gusseisernen Lagerböcken in 13,50 m Höhe über Bodenniveau. Das Gesamtgewicht des voll mit Wasser gefüllten Reservoirs betrug 211 Tonnen. Über ihm verlief zum Zwecke der Bedienung der Schieber und zu Kontrollzwecken eine begehbare Brücke, die „Schieberebene“ genannt wurde.
Die Kesselkonstruktion lag in einem gegenüber dem Turmsockel auskragenden Rundbau über einer Stichbogen-Galerie. In Höhe des Wasserbehälters sind einzelne Rundbogenfenster eingefügt. Unter der unteren und der oberen Kante des Behälterbauteils verläuft rundherum je ein Lisenenband. Die Zu- und Ableitungsrohre waren in Schächten untergebracht.

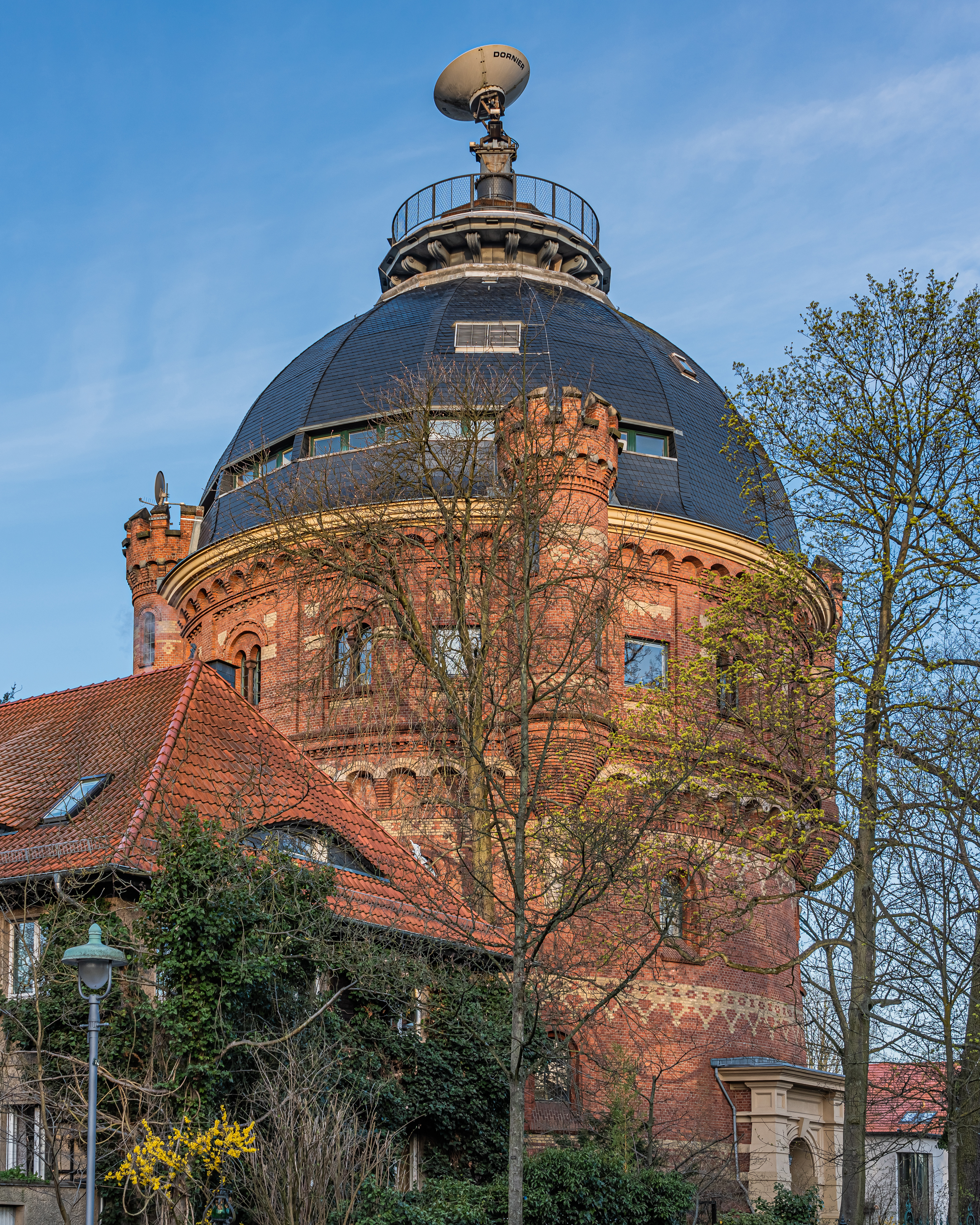
Detailansicht
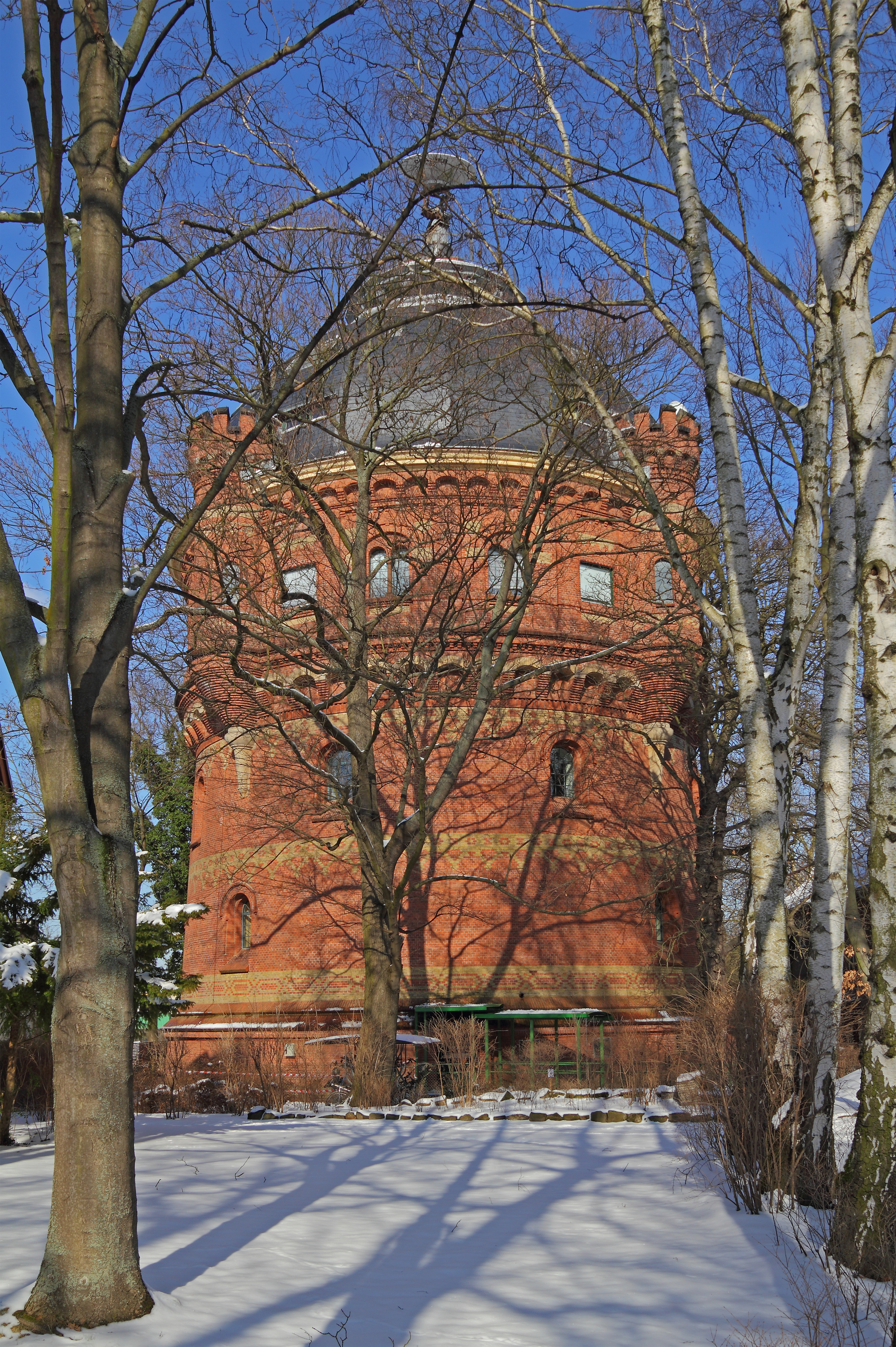
Hofseite

Mit der repräsentativen Gestaltung und der relativ geringen Bauhöhe passte sich der Zweckbau gut in die bereits entstandenen Villengebiete ein. Zugleich war er Ausdruck der wirtschaftlichen Kraft der Betreibergesellschaft.

## Nutzung
Bis zum Jahr 1962 (oder 1956, siehe Anmerkung in der Infobox) diente der Wasserturm dem ursprünglichen Zweck, dann wurde er außer Funktion gesetzt und stand einige Zeit leer. In den Jahren 1979 bis 1983 erfolgte nach Totalentkernung ein kompletter Umbau im Inneren. Ein Fahrstuhl wurde eingebaut und es entstanden eine Wetterbeobachtungsstation (Station 10381) und Arbeitsräume für Mitarbeiter des Meteorologischen Instituts der Freien Universität Berlin. Das Äußere wurde dagegen denkmalgerecht saniert.